# Philippe Dubois (journaliste)
Pour les articles homonymes, voir Philippe Dubois et Dubois.
Philippe Dubois, né le 19 avril 1862 à Ixelles et mort le 11 mai 1918 à Paris, est un journaliste français d'origine belge.

## Biographie
Né à Ixelles le 19 avril 1862, Philippe-Victor Dubois est le fils d’Élisa-Joséphine Petitjean et du compositeur Charles-Victor Dubois (1832-1869).
Au début des années 1880, Philippe Dubois commence sa carrière de journaliste en devenant l'un des rédacteurs de L'Intransigeant d'Henri Rochefort.
Le 3 décembre 1887, Dubois épouse Marie-Pauline-Émilie Roquebert (1865-1907). Né de cette union, Henri-Victor Dubois (1891-1971) deviendra le médecin du roi du Maroc et fera changer son patronyme en « Dubois-Roquebert ».
Passionné de cyclisme, Philippe Dubois a coécrit un traité de « vélocipédie » et a signé des rubriques sportives du pseudonyme de « Vabontrain ». Il ne faut pas confondre ce dernier avec le « docteur Vabontrain », pseudonyme de Guillaume-Théodore Walther, dit Jehan Valter (1832-1887).
En 1897, Philippe Dubois suit Ernest Vaughan en quittant L'Intransigeant pour L'Aurore. Alors qu'il avait été l'auteur d'articles antisémites pour le journal de Rochefort (il avait notamment qualifié d'« affreux youtre » le sous-préfet Isaac), Dubois s'engage nettement dans le camp dreyfusard en 1898. Il signe ainsi une pétition demandant la révision du procès de Dreyfus puis écrit un ouvrage prenant la défense du colonel Picquart.
Il collabore ensuite au Figaro et au Matin avant de se fixer au Petit Parisien, dont il dirige le service des informations. 
Membre de l'Association des journalistes parisiens depuis 1892, il appartient également à l'Association des journalistes républicains. Le 2 janvier 1908, Aristide Briand le nomme officier de l'instruction publique.
Souffrant depuis longtemps d'une maladie qui le tenait alité, Philippe Dubois meurt à l'hôpital Saint-Louis le 11 mai 1918. L'incinération a lieu le 15 mai au crématorium du Père-Lachaise.

## Œuvres
- (Avec Henri Varennes) Tous cyclistes ! Traité théorique et pratique de vélocipédie, Paris, Garnier, 1894, 347 p.
- Les Machinations contre le colonel Picquart, Paris, Stock, 1898, 116 p.